# Залишені (фільм, 2014)
«Залишені» (англ. Left Behind) — американський апокаліптичний трилер, заснований на романах-бестселерах Залишені Тіма ЛаХея та Жерро Джекінса. Ці романи оповідають про релігійний Кінець світу.

## Сюжет
Розповідається про те, що сталося в світі з початком кінця світу, після того, як праведників «забирали на небо у плоті», а на землі запанувала розруха і хаос. У момент, коли всі судорожно намагаються розібратися в ситуації, з'являється румунський політик Ніколає Джетті Карпаті, який несподівано стає генеральним секретарем ООН і обіцяє відновити мир і стабільність між народами. Але більша частина людей не усвідомлює, що Карпаті не хто інший, як передбачений в Біблії Антихрист.
Головні герої — Рейфорд Стіл, його дочка Хлоя, їх пастор Брюс Барнс і молодий журналіст Кемерон «Бак» Вільямс — знайшовши віру і усвідомивши правду, створюють Загін Скорботи, щоб допомогти залишеним врятуватися і підготуватися до часів Скорботи — семи років, протягом яких Господь піддасть землю різним карам.

## В ролях
- Ніколас Кейдж — Рейфорд Стілі
- Чад Майкл Мюррей — Бак Вільямс
- Кассі Томсон — Хлоя Стіл
- Ніккі Вілан — Хетті Дархем
- Джордін Спаркс — Шаста Карвелл
- Ліа Томпсон — Ірен Стіл
- Вільям Регсдейл — Кріс Сміт
- Мартін Клебба — Мелвін Вейр
- Квінтон Аарон — Саймон